# Giulia Pollini
Giulia Pollini (ur. 8 marca 1988 w Como) – włoska wioślarka.

## Osiągnięcia
- Mistrzostwa Świata Juniorów – Amsterdam 2006 – dwójka podwójna – 9. miejsce[1].
- Mistrzostwa Świata U-23 – Račice 2009 – czwórka podwójna wagi lekkiej – 8. miejsce[1].
- Mistrzostwa Świata U-23 – Brześć 2010 – czwórka podwójna wagi lekkiej – 1. miejsce[1].
- Mistrzostwa Europy – Montemor-o-Velho 2010 – czwórka podwójna wagi lekkiej – 1. miejsce[1].